# Acciaierie del Tirreno
Acciaierie del Tirreno S.p.A. era un'azienda italiana che operava nel settore della siderurgia e metallurgia. Lo stabilimento produttivo era sito in Giammoro (ME) dove si producevano laminati piani lunghi.

## Storia
L'acciaieria di Giammoro, frazione di Pace del Mela, fu coordinata da EGAM e realizzata con 110 miliardi di lire derivanti dai finanziamenti del Pacchetto Colombo del 1970. Nel momento in cui la Legge 103/77 ha soppresso EGAM, le acciaierie, non ancora ultimate, passano a IRI che le assegna al gruppo Finsider-Nuova Italsider.
Nel 1979 Acciaierie del Tirreno S.p.A. è operativa ed inizia a produrre 100 000 tonnellate annue di acciaio con 107 dipendenti, sebbene il progetto EGAM prevedeva che le acciaierie potessero dare lavoro a 800 persone, grazie alla presenza di due laminatoi, per una produzione annua di 500 000 tonnellate di acciaio. Il subentro di Finsider (la citata Legge 103) ha tuttavia ridimensionato le iniziali intenzioni.
Nel 1985 realizza un fatturato di 76 miliardi di lire ma subisce una perdita di 620 milioni: occupa 181 dipendenti più 300 dell'indotto.
Nel 1987 le Acciaierie vengono privatizzate e cedute a Ferdofin del gruppo Regis Accornero, diretto concorrente della società, per 17 miliardi di lire.
Acciaierie del Tirreno iniziò così ad inanellenare una serie positiva di bilanci fino al 1992, anno in cui Ferdofin fallisce, e i dipendenti, saliti a 220, finiscono in cassa integrazione.
Nel 1996 con l'arrivo di Duferco, Acciaierie del Tirreno ha assunto una nuova denominazione, Duferdofin.
Dal 2008 è denominata Duferdofin Nucor S.r.l., joint venture tra Duferco e Nucor, che a Giammoro ancora è attiva con 170 dipendenti (sebbene 160 siano in CIGS causa mancanza di ordini) producendo, a partire dai blumi e dalle billette di acciaio fabbricati nello stabilimento di San Zeno, laminati mercantili e travi per costruzione (per quest'ultimo prodotto è leader in Italia) e dal 2009 tondi per cemento armato.
Duferdofin Nucor controlla anche gli stabilimenti di San Giovanni Valdarno (ex Deltasider-Deltavaldarno), di San Zeno Naviglio e di Pallanzeno.